# Parc national marin de Rani Jhansi
Le parc national marin de Rani Jhansi est situé dans les îles Andaman-et-Nicobar en Inde.